# Râul Ch'ongch'on
Râul Ch'ongch'on sau Chongchon (coreeană: 청천강) este aflat în nord-vestul Coreei de Nord și izvorăște din Munții Rangrim. O importantă bătălie din Războiului din Coreea a avut loc de-a lungul văii acestui râu intre 25 noiembrie și 2 decembrie, anul 1950.